# Керамидарка
Керамидарка (на македонска литературна норма: Ќерамидарка) е археологически обект, античен и средновековен некропол, разположен в землището на струмишкото село Мокрино.
Некрополът има 2 културни слоя – по-старият е от античността, III-IV век, а по-новият е средновековен. Гробовете са християнски, с трупополагане, без гробна конструкция. Находките са предимно накити, а в някои от гробовете са открити и римски монети. Средновековните накити са типични за българското население от XII – XIII век.